# الأيرلندي الأصيل
الأيرلندي الأصيل هي أول رواية للكاتبة الأمريكية نورا روبرتس، والتي نشرت من قِبل سيلوت في يناير 1981م بتصنيف رومانسي. كانت الرواية أقل من 200 صفحة كغيرها من الروايات الرومانسية، وكانت من المفترض أن تكون معروضة للبيع لمدة شهر واحد فقط. أثبتت صيتها لدرجة أنه أعيد تعبئتها وأعيدت طباعتها مرات عدة كرواية رومانسية مستقلة. كتب روبرتس سلسلتين المتمرد الإيرلندي، والزهرة الإيرلندية.
اعتمدت روبرتس على تراثها الأيرلندي لخلق بطلة أيرلندية، أديليا «دي» كونان. في الرواية، تنتقل «دي» إلى الولايات المتحدة، حيث يرتب لها عمها المريض لتتزوج من المرابى الأمريكي الثري ترافيس جرانت. على الرغم من أن الجزء الأول من علاقته يتميز بحجج متكررة وسوء تفاهم، إلا أن نهاية القصة يحدث تصالح بين ترافيس ودي. وفقًا للناقد ماري إيل سنودجراس، فإن تحول الزوجين من الخصوم إلى الزوجين المحبين هو واحد من العديد من العناصر المعادلة في الكتاب. على الرغم من أن الأنصار التزموا بالعديد من الصور النمطية الشائعة للروايات الرومانسية في الثمانينيات، إلا أن بطلة روبرتس أكثر استقلالًا من معظم البطلات في ذلك الوقت. ساعدت شعبية هذا الكتاب في تمهيد الطريق أمام مؤلفي الرومانسية الآخرين لتجربة الأبطال والبطلات الذين لديهم قدر أكبر من التكافؤ الاقتصادي والعاطفي.

## التي سبق نشرها
في عام 1979م، نورا روبرتس بقيت في المنزل مع الأم واثنين من الأطفال الصغار. الذين تقطعت بهم السبل خلال العاصفة الثلجية مع أي شيء للقراءة، روبرتس عملت على تسلية نفسها بكتابة واحدة من القصص في رأسها. بعد تطوير فكرتها إلى قصة رومانسية معاصرة بطول جديد، واصلت الكتابة وسرعان ما أنهت ست مخطوطات أخرى. قدمت روبرتس عملها إلى هارليكوين، وهي شركة كندية تعتبر الناشر الأول للروايات الرومانسية في أمريكا الشمالية. نشرت هارليكوين عدةً أعمالًا لمؤلفين بريطانيين تم تعيينهم في الكومنولث البريطاني، ولكن في عام 1975م خففت معاييرها قليلاً ونشترت عدة روايات من الأمريكية جانيت دايلي. غير مقتنعين بأن السوق سوف يقدر روايات مثل دايلي شركة هارليكوين لم ترغب في تعريض نفسها للخطر. ونتيجة لذلك، فإن الشركة سرعان ما رفضت عمل روبرتس؛ وأوضح أحد المحررين أنه «لديهم بالفعل كاتبهم الأمريكي».
في محاولة للاستفادة من المواهب غير المستغلة للكتاب الأمريكيين، في عام 1980م ، ابتكر سيمون وشوستر بصمة جديدة، كتب سيلهويت، لتكون بمثابة نظير لهارليكوين. أرسلت روبرتس مخطوطها السابع «الأيرلندي الأصيل» غير المرغوب فيه للشركة الجديدة. قامت المحررة نانسي جاكسون، بسحب المخطوطة من كومة طين وأعجبت. عرضت على روبرتس عقدًا،  تاركًا الكاتب «مذهولًا».

## ملخص الأحداث
تتبع الرواية العلاقة بين المرأة الأيرلندية أديليا «دي» كونان والأمريكي ترافيس غرانت. عندما تبدأ القصة، تهاجر دي الصغيرة والفتاة إلى الولايات المتحدة للعيش مع عمها، بادي، الذي يعمل في مزرعة خيول كبيرة. حب دي للحيوانات واضح، وتم منحها وظيفة تعمل جنبًا إلى جنب مع عمها. تتمتع دي بمزاج حاد وغالبا ما تتجادل مع ترافيس، صاحب المزرعة الثري؛ العديد من حججهم تؤدي إلى احتضان عاطفي. ينقذ ترافيس دي لاحقًا من محاولة اغتصاب.
عندما تعرض بادي لأزمة قلبية، أصبح قلقا للغاية حول وفاته ومستقبل دي. أصبح مجهد وأصر على أن يرعى ترافيس دي. بعد الموافقة على زواج المصلحة المؤقت ترافيس ودي تبادلا عهود الزواج في غرفة بادي بالمستشفى. مع تقدم القصة، يصبح الأبطال غير سعداء بشكل متزايد، مع عدم استعداد أي منهم للاعتراف بحبهم للآخر.
على الرغم من أنهم لا يزالون غير مستعدين للتعبير عن مشاعرهم، دي وترافيس أصبحوا أكثر ثقة في علاقتهما بعد إتمام زواجهما أخيرًا. ومع ذلك، سرعان ما شعرت دي بانعدام الأمان لدى دي من قبل صديقة ترافيس السابقة مارغو، التي عادت إلى المنطقة لاستعادته. دي هربت. تبعها ترافيس، واعترف الاثنان بحبهما وعزمهما على إنجاح زواجهما.

## النوع الأدبي
الأيرلندي الأصيل في البداية نشرت في فئة الرواية الرومانسية. الكتب في هذا النوع هي قصيرة – عادة ما بين 175 و 200 صفحة، أو حوالي 55,000 كلمة – وتم نشرها في خطوط أو فئات محددة بوضوح. على الرغم من كل فئة رواية رومانسية فريدة من نوعها، فمن المطلوبة لتتوافق مع المعايير العامة التي تحدد خط. عدد قليل من الكتب المنشورة في كل سطر في كل شهر مرقمة بالتتابع داخل الخط. الأيرلندي الأصيل كان عدد 81 في خط خيال الرومانسية. الروايات في هذا الخط تبني المزيد من القيم الأسرية التقليدية وتضع مزيد من التركيز على عواطف الشخصيات بدلا من احتياجاتهم المادية.
تتوفر الفئات الرومانسية بشكل عام فقط لفترة محدودة، وتبقى على رفوف بائع الكتب حتى يتم بيعها أو حتى إصدار عناوين الشهر التالي. يمكن إعادة تغليف الرومانسية للفئة الشعبية كروايات رومانسية مستقلة؛ تلقى الأيرلندي الأصيل خمس طبعات بحلول عام 1984م. في عام 2000، تم إقران الكتاب بتكملة، روز الأيرلندية ، وأعيد نشره على هيئة قلوب إيرلندية ، مع نسخة مطبوعة أولية من مليون نسخة. تزامن ذلك مع إصدار الجزء الثاني، المتمرد الأيرلندي ، الذي ركز على ابنة ترافيس ودي.

## المواضيع
كان محررو سيلهويت قلقين في الأصل من أن الرواية كانت عرقية للغاية. مثل العديد من روايات روبرتس المبكرة، ظهرت روبرتس لأول مرة شخصيات شاركت الثقافة الأيرلندية التي نشأت فيها روبرتس. أوضحت الصفحات الافتتاحية، التي ألمحت إلى المشهد التمهيدي لـ دافني دو مورييه، ريبيكا ، مفصلة رد فعل البطلة بالبذخ في شراء العقارات الأمريكي. هذا المخطط لمفاجأة امرأة إيرلندية فقيرة بثروة أمريكا أعاد صياغة الهجرة الأيرلندية إلى الولايات المتحدة في القرن التاسع عشر.

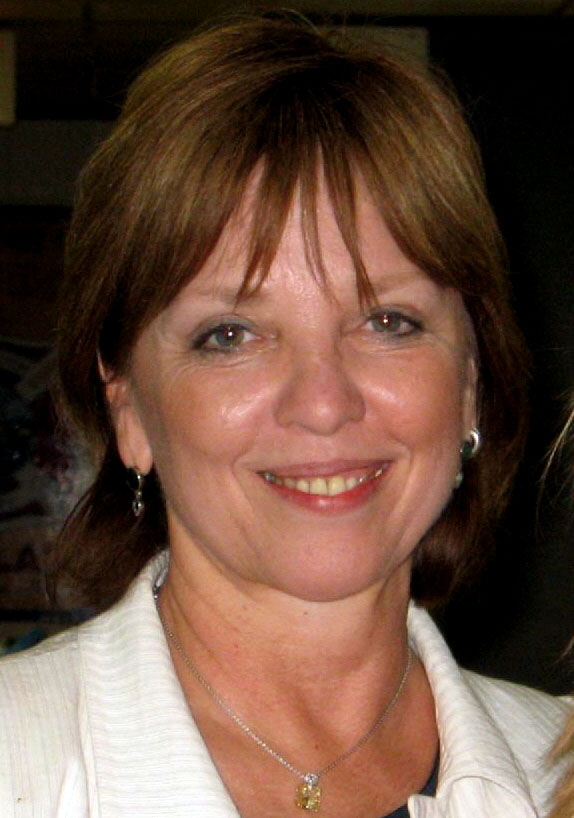
المؤلفة نورا روبرتس